# تينا سلون
تينا سلون (بالإنجليزية: Tina Sloan)‏ هي كاتِبة وممثلة أمريكية، ولدت في 1 فبراير 1943 في برونكسفيل في الولايات المتحدة.

## أعمال

### أفلام
- بلاك سوان[5]

## وصلات خارجية
- تينا سلون على موقع IMDb (الإنجليزية)
- تينا سلون على موقع ألو سيني (الفرنسية)
- تينا سلون على موقع أول موفي (الإنجليزية)
- تينا سلون على موقع قاعدة بيانات الأفلام السويدية (السويدية)
- تينا سلون على موقع قاعدة بيانات الفيلم (الإنجليزية)
- تينا سلون على موقع كينوبويسك (الروسية)